# تشاك ليونارد
تشاك ليونارد (بالإنجليزية: Chuck Leonard)‏ هو مقدم برامج إذاعية أمريكي، ولد في 30 مارس 1937 في شيكاغو في الولايات المتحدة، وتوفي في 12 أغسطس 2004 في نيويورك في الولايات المتحدة بسبب سرطان الرئة.